# Trochanter major
De trochanter major of grote rolheuvel  is een botstructuur die deel uitmaakt van het dijbeen. De trochanter major bevindt zich bovenaan (proximaal) aan de buitenzijde (lateraal) van de dijbeenschacht, op de plaats waar zich aan de binnenzijde (mediaal) de dijbeenhals bevindt.
De trochanter major is een grote botstructuur die bij magere personen goed zichtbaar en te palperen is.
Het is het meest aanwezig reliëf. Bij abductie van het heupgewricht verschijnt er een zichtbare depressie boven de trochanter major, waardoor deze goed zichtbaar en gemakkelijk te herkennen is.
Hier heeft ook de overgang plaats van de musculus tensor fasciae latae in de tractus iliotibialis.